# 에스타디오 메트로폴리타노 데 마드리드
에스타디오 메트로폴리타노 데 마드리드(스페인어: Estadio Metropolitano de Madrid)는 스페인 마드리드에 있었던 다목적 경기장이다. 이 경기장은 아틀레티코 마드리드가 1966년에 안방을 비센테 칼데론으로 옮기기 전까지 홈 경기장으로 사용되었다. 이 경기장은 1923년에 완공되었으며 기존의 캄포 데 오도넬을 대신할 아틀레티코 마드리드의 홈 구장이 되었으며 35,800명의 관중을 수용할 수 있었다.